# Kościół San Giovanni Evangelista w Wenecji
Kościół San Giovanni Evangelista (pl. kościół św. Jana Ewangelisty) – rzymskokatolicki kościół w Wenecji w dzielnicy (sestiere) San Polo. Administracyjnie należy do Patriarchatu Wenecji. Jest kościołem rektorskim na terenie parafii Santa Maria Gloriosa dei Frari. Założony w 960 przez rodzinę Badoer, od 1301 roku związany (z przerwami) ze Scuolą Grande di San Giovanni Evangelista.
Wśród zgromadzonych w jego wnętrzu dzieł sztuki wyróżniają się obrazy: Ukrzyżowanie Domenica Tintoretta i Koronacja Najświętszej Maryi Panny Andrei Vicentina.

## Historia
Kościół św. Jana Ewangelisty został założony w 960 roku przez rodzinę Badoer, która zachowała tytuł własności do niego oraz wyłączne prawo pochówku swoich członków. W 1261 roku została założona Scuola di San Giovanni Evangelista. Miała ona siedzibę przy kościele Sant’Aponal, a 1301 roku przeniosła się do tutejszego kościoła i do budynku naprzeciwko niego, położonego również na gruntach rodziny Badoer. Budynek scuoli został przebudowany w połowie XV wieku. W 1441 roku scuola przeznaczyła pieniądze na budowę kaplicy, która stała się obecnym prezbiterium, przekrytym sklepieniem żebrowym i ozdobionym dekoracjami w stylu rinceau. W latach 1443–1475 został odrestaurowany kościół. Pod koniec XVI wieku dokonano pod kierunkiem Simone Sorelli jego ponownej restauracji. Rozbudowano go wówczas wzdłuż osi wschód-zachód i wzniesiono kaplice boczne. Kolejna restauracja miała miejsce w latach 1758–1759 pod kierunkiem Bernardina Maccaruzziego. Jego dziełem jest monumentalna empora organowa. W 1797 roku scuola została zniesiona przez Napoleona. 
Na mocy dekretu napoleońskiego Królestwa Włoch z 5 czerwca 1805 roku (oraz kolejnych dekretów) zainicjowano w Wenecji proces kasat i przekształceń kościołów i klasztorów oraz zmian granic parafii. Zgodnie z tym dekretem kościół w 1806 roku został przekazany na rzecz państwa i ponownie otwarty dopiero w 1822 roku. Nowa Scuola Grande di San Giovanni Evangelista została założona w 1929 roku. W 1931 roku kościół został przekazany jej na stałe zachowując nadal status kościoła konsekrowanego.

## Architektura

### Marmurowa przegroda
Marmurowa przegroda dzieląca placyk między kościołem a scuolą, ukończona około 1485 roku, przypisywana jest zwykle Pietrowi Lombardo. Aż do momentu rozwiązania scuoli znajdowały się w niej drzwi. W półkolistym tympanonie widnieje orzeł, symbol św. Jana Chrzciciela.

### Kampanila
Mająca 30 m wysokości kampanila została przebudowana przez Maccaruzziego w 1759 roku. Ma zestaw dzwonów uruchamianych ręcznie.

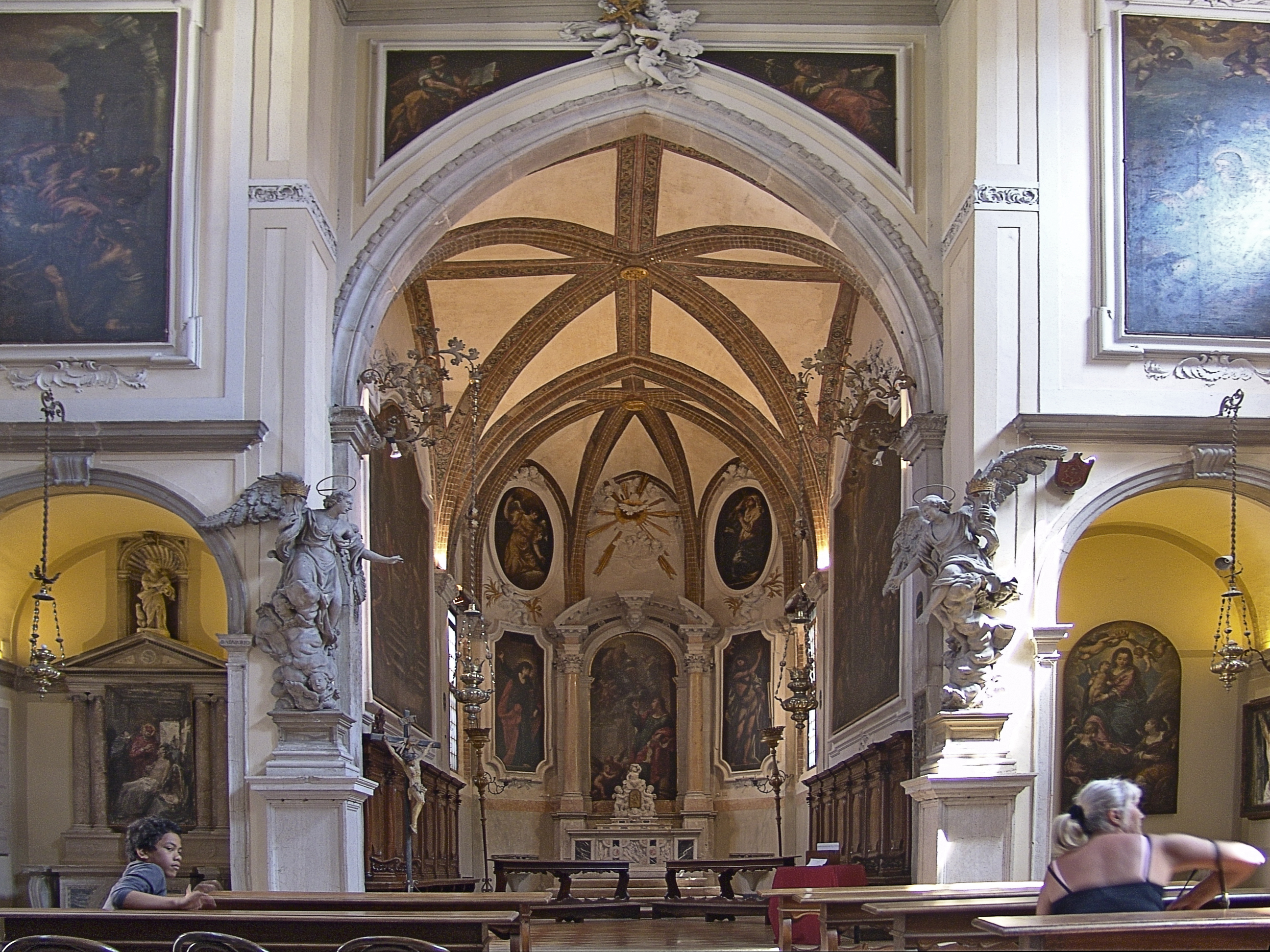
Wnętrze kościoła – widok na prezbiterium
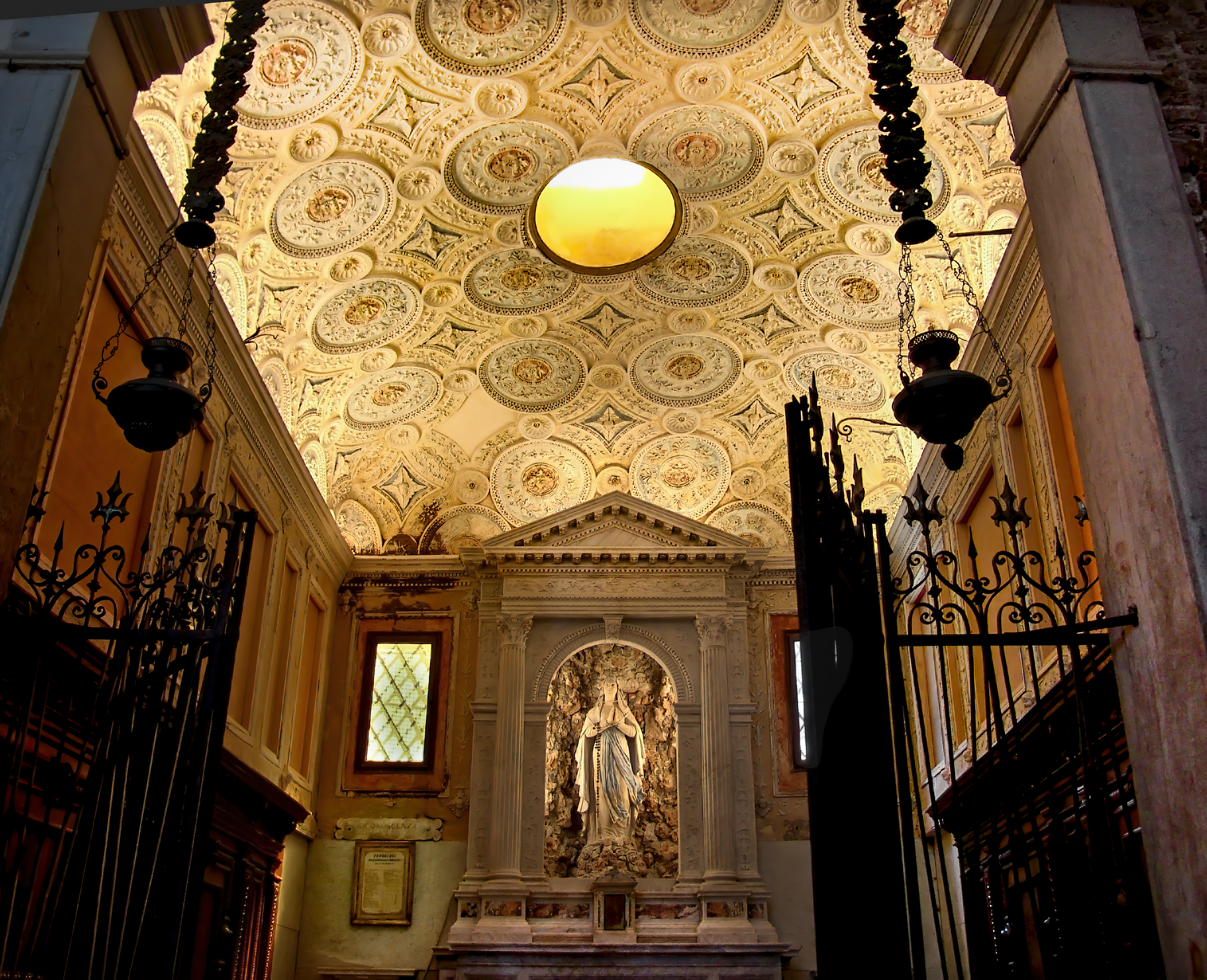
Kaplica Marii Panny
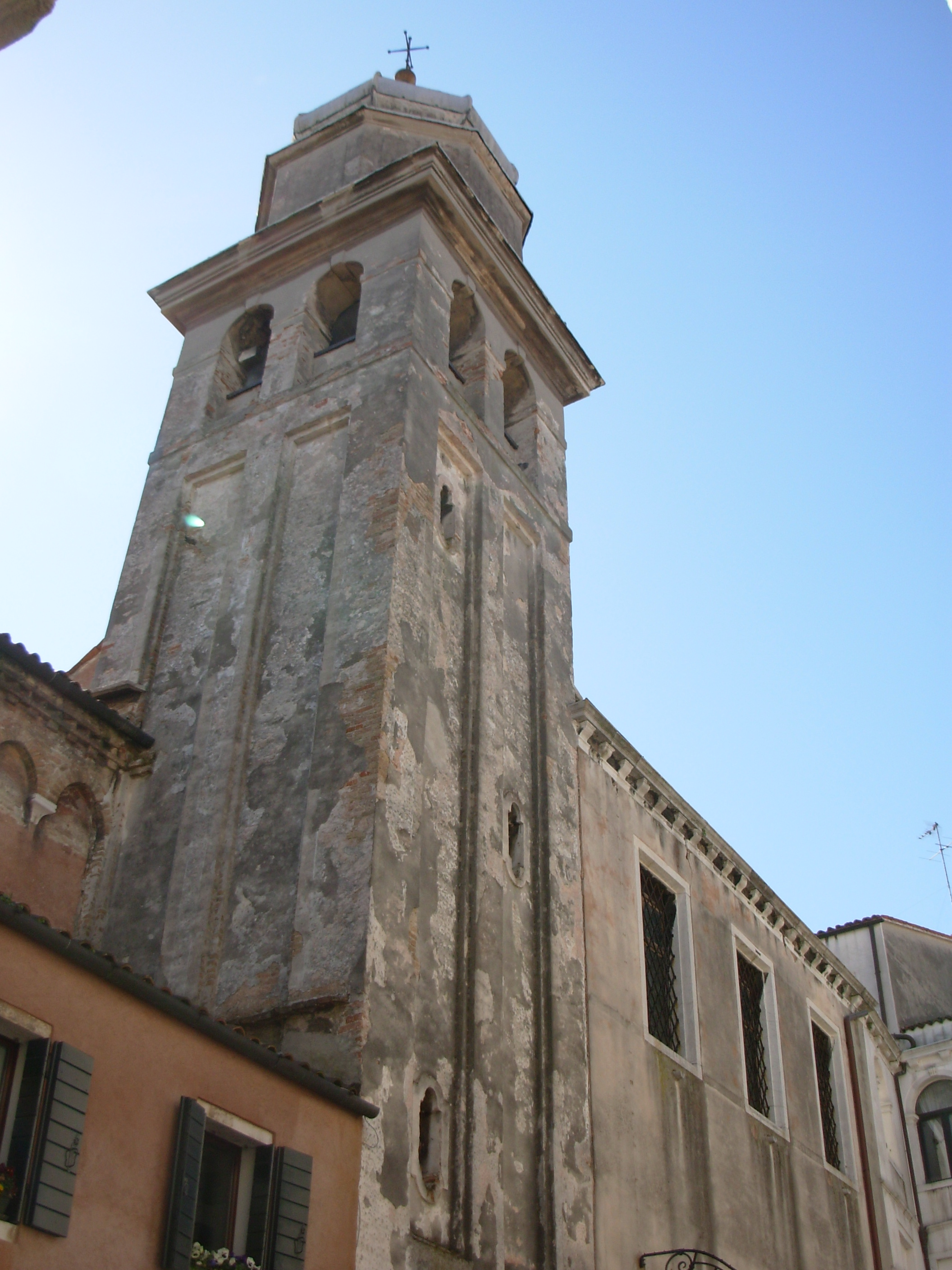
Kampanila

## Wnętrze
Obecnie kościół ma pojedynczą, niemal kwadratową nawę, z płaskim stropem i prezbiterium zamkniętym wieloboczną apsydą i flankowanym dwiema kaplicami. Po stronie południowej znajdują się dwie główne kaplice, św. Donata (po lewej) oraz Matki Bożej z Lourdes (po prawej). Z kaplicy św. Donata prowadzi wejście do zakrystii. Na ścianie zachodniej, po przeciwnej stronie apsydy, znajdują się organy, zbudowane w 1760 roku przez Giovanniego Battistę Piaggię oraz portal, prowadzący do przylegającego, byłego cmentarza, obecnie nazywanego Spazio espositivo Badoer (Przestrzeń Wystawowa Badoer).

### Dzieła sztuki
Wśród dzieł sztuki zdobiących wnętrze kościoła są obrazy:
- Ukrzyżowanie pędzla Domenica Tintoretta (prawa ściana prezbiterium)[3],
- Ostatnia Wieczerza Jacopa Marieschiego (lewa ściana prezbiterium)[3],
- Koronacja Najświętszej Maryi Panny Andrei Vicentina (w kaplicy po prawej stronie prezbiterium)[2],
- panel na stropie Andrei Vicentina[3],
- Trzy chwile męki Lamberta Sustrisa (w zakrystii)[2].

Rzeźbę reprezentują:
- gotycka płaskorzeźba przedstawiająca dwóch współbraci i relikwiarz (na filarze przy prawej ścianie prezbiterium)[2],
- pomniki nagrobne Giovanniego Andrei i Angela Badoera dłuta Danese Cattaneo[3].